# Garelli Skynet
Die Garelli Skynet 250 und Skynet 400 waren Großroller des italienischen Herstellers Garelli, die im Jahr 2001 vorgestellt wurden. Beide Modelle wurden auf der Motorradmesse EICMA in Mailand präsentiert und stellten die Rückkehr von Garelli in das Segment der leistungsstärkeren Motorroller dar.
Der Skynet 250 verfügte über einen flüssigkeitsgekühlten Einzylinder-Viertaktmotor mit 250 cm³ Hubraum. Das Trockengewicht betrug 160 kg.
Der Skynet 400 war mit einem flüssigkeitsgekühlten Einzylinder-Viertaktmotor mit 400 cm³ Hubraum ausgestattet. Das Trockengewicht lag bei 175 kg.
Beide Modelle hatten 12-Zoll-Räder und Scheibenbremsen, vorn mit einem Durchmesser von 240 mm und hinten mit 220 mm.

## Technische Daten
| Merkmal         | Skynet 250                                | Skynet 400                                |
| --------------- | ----------------------------------------- | ----------------------------------------- |
| Produktionsjahr | 2001                                      | 2001                                      |
| Motortyp        | Einzylinder-Viertakt, flüssigkeitsgekühlt | Einzylinder-Viertakt, flüssigkeitsgekühlt |
| Hubraum         | 250 cm³                                   | 400 cm³                                   |
| Getriebe        | Stufenlos                                 | Stufenlos                                 |
| Bremsen vorne   | Scheibenbremse Ø 240 mm                   | Scheibenbremse Ø 240 mm                   |
| Bremsen hinten  | Scheibenbremse Ø 220 mm                   | Scheibenbremse Ø 220 mm                   |
| Radgröße        | 12 Zoll                                   | 12 Zoll                                   |
| Leergewicht     | 160 kg                                    | 175 kg                                    |
| Tankinhalt      | 12 Liter                                  | 12 Liter                                  |